# Faptele lui Raffles Haw
The Doings of Raffles Haw (în română Faptele lui Raffles Haw) este o nuvelǎ scrisă de Arthur Conan Doyle în 1891 și netradusă încă în limba română, având ca erou principal pe Raffles Haw. El reușește să aducă la îndeplinire idealul alchimiștilor de a sintetiza aur pornind de la alte elemente. La fel ca în cazul lui Midas, însă, descoperirea nu i-a adus fericirea; este meritul lui Doyle de a fi reînviat străvechea legendă, plasând-o undeva în Marea Britanie, pe timpul domniei reginei Victoria.

## Subiect
Povestirea este interesantă atât din punct de vedere al ideilor științifice pe care este bazată, cât și în ce privește dilema morală legată de orice întreprindere caritabilă.  Firul narativ se înfiripă atunci când autorul descrie cum s-a folosit Raffles Haw de aurul obținut. El era în mod sincer animat de ideea de a face bine omenirii și, după ce s-a asigurat că are un laborator bine dotat pentru producerea aurului la Tamfield, o localitate liniștită din apropierea metropolei Liverpool, a contactat pe reverendul Spurling, preotul local anglican, pentru a-l ajuta în demersurile lui caritabile. De asemenea, el face cunoștințǎ cu Robert McIntyre, un gentleman local care, fără să aibă un venit considerabil, putea totuși să-și permită să trăiască fără să muncească. Acesta din urmǎ încerca să picteze, deși pânzele lui nu se vânduseră până în momentul când l-a cunoscut pe Haw. Împreună cu Laura, sora lui, el avea grijă de tatăl lor, un armurier care dăduse faliment. Laura se logodise cu Hector Spurling, fiul preotului, ofițer de marină, care acceptase să se căsătorească cu ea în ciuda necazurilor financiare ale familiei armurierului.
Haw ajută pe toată lumea—pictor, membrii parohiei, chiar micile firme locale, și se îndrăgostește de sora pictorului, care acceptă cu entuziasm să devină soția celui mai bogat om din lume. Cu toate acestea, când află că încercarea lui de a face bine a creat practic un grup de leneși (enoriașii parohiei începuserǎ sǎ prefere sǎ scrie cereri de ajutor în loc sǎ munceascǎ, iar pictorul renunțǎ practic sǎ mai lucreze, preferând sǎ devinǎ secretarul neoficial al lui Haw, însǎrcinat cu distribuirea ajutoarelor) și chiar mincinoși (Laura, sora pictorului amator, l-a mințit că el, Haw, este prima ei dragoste), Haw distruge tot aurul pe care îl produsese, se așază dezolat pe un scaun, și moare de inimă rea.

## Idei științifice avute în vedere în nuvelă
Chimistul Raffles Haw reușise să sintetizeze aur pornind de la elemente chimice cu numărul atomic mai mare. Prin simpla electroliză a plumbului el a obținut aur apoi, lăsând metalul galben să se descompună sub acțiunea curentului electric, el obținea elemente cu numărul atomic din ce în ce mai mic, ajungând la o materie primară, cu aspectul alb-cenușiu. Ideea științifică pe care se bazează romanul pare destul de naivă astăzi, când știm că numǎrul atomic al unui element se modificǎ foarte greu, potrivit unor legi mult mai complexe decât electroliza.